# Megarctosa bamiana
Megarctosa bamiana là một loài nhện trong họ Lycosidae.
Loài này thuộc chi Megarctosa. Megarctosa bamiana được Carl Friedrich Roewer miêu tả năm 1960.